# Saint-Germier, Gers
Saint-Germier är en kommun i departementet Gers i regionen Occitanien i sydvästra Frankrike. Kommunen ligger i kantonen Cologne som tillhör arrondissementet Auch. År 2022 hade Saint-Germier 216 invånare.

## Befolkningsutveckling
Antalet invånare i kommunen Saint-Germier
Referens:INSEE